# Ichnotropis capensis
Espèce
Synonymes
- Algyra capensis Smith, 1838
- Tropidosaura dumerelii Smith, 1849
- Ichnotropis longipes Boulenger, 1902

Ichnotropis capensis est une espèce de sauriens de la famille des Lacertidae.

## Répartition
Cette espèce se rencontre en Afrique du Sud, en Namibie, au Botswana, au Zimbabwe, en Angola, en Zambie, au Malawi et en Tanzanie.

## Liste de sous-espèces
Selon The Reptile Database (24 janvier 2013) :
- Ichnotropis capensis capensis (Smith, 1838)
- Ichnotropis capensis nigrescens Laurent, 1952

## Étymologie
Son nom d'espèce, composé de cap et du suffixe latin -ensis, « qui vit dans, qui habite », lui a été donné en référence au lieu de sa découverte.

## Publications originales
- Laurent, 1952 : Batraciens et Reptiles récemment acquis par le Musée du Congo Belge. Revue de Zoologie et de Botanique Africaines, vol. 44, p. 198-203.
- Smith, 1838 : Illustrations of the Zoology of South Africa, consisting chiefly of Figures and Descriptions of the Objects of Natural History collected during an Expedition into the Interior of South Africa, in the years 1834, 1835, and 1836. vol. 3, Reptilia, Smith, Elder, and Co., London.